# 康定乌头
康定乌头（学名：Aconitum tatsienense）为毛茛科乌头属下的一个种。

## 扩展阅读
維基物種上的相關：康定乌头